# Richard Lupino
Richard Lupino (29 de octubre de 1929 – 9 de febrero de 2005), fue un actor teatral, cinematográfico y televisivo nacido en los Estados Unidos, aunque de ascendencia británica.

## Biografía
Nacido en Hollywood, California, era miembro de la familia de actores Lupino. Sus padres eran el actor británico Wallace Lupino y su esposa Rose. Estudió en la Royal Academy of Dramatic Art de Londres.
Actuó en varios filmes entre 1940 y 1973, debutando a los diez años de edad en la película Just William (1940). Trabajó también en el teatro, tanto regional como en Broadway, y actuó con frecuencia en la televisión estadounidense entre las décadas de 1950 y 1970. Escribió varios guiones de TV junto a su prima, la actriz y directora Ida Lupino.
Estuvo casado con Pandora Bronson Lupino. Según ella el fallecimiento del actor, ocurrido en 2005, se debió a un linfoma no-Hodgkin.